# Arlenys Romero
Arlenys Romero Moinelo (Pinar del Río, 7 febbraio 1984) è una cestista cubana.

## Carriera
Con Cuba ha disputato due edizioni dei Campionati mondiali (2006, 2014) e sei dei Campionati americani (2005, 2007, 2009, 2013, 2015, 2017).